# 八坂八浜
八坂八浜（やさかやはま）は、徳島県牟岐町から海陽町に広がる海岸。室戸阿南海岸国定公園指定。

## 地理
海部郡牟岐町牟岐浦から同郡海陽町浅川に至る約12kmの海岸で室戸阿南海岸国定公園の景勝地として知られる。
名称は、牟岐浦から南へ、大坂・松坂・福良坂・鯖瀬坂・萩坂・鍛冶屋坂・粟浦坂・借戸坂の8つの坂と、内妻浜・古江浜・福良浜・鯖瀬浜・大綱浜・鍛冶屋浜・栗ノ浜・三浦浜の8つの浜からなることによる。
徳島藩政期は土佐街道が通っていたが、急坂と浜伝いの道は徳島県下一の交通の難所であった。路線は明治期に県道が整備され、1968年（昭和43年）より国道55号に編入された。岬と入江が交互に繰り広げる自然美と、ハイウェーとしての国道の造る人工美がコントラストを織りなす。

## 交通
- 徳島市内から国道55号を南下、車で約2時間。道の駅日和佐から約20分。
- JR牟岐線牟岐駅より車で約10分。鯖瀬駅からは徒歩約3分。